# Guiscard
Guiscard ist eine französische Gemeinde mit 1.763 Einwohnern (Stand: 1. Januar 2022) im Département Oise in der Region Hauts-de-France. Sie gehört zum Arrondissement Compiègne und zum Kommunalverband Pays Noyonnais.

## Geografie
Die Gemeinde Guiscard liegt im Pays Noyonnais, 30 Kilometer nordnordöstlich von Compiègne am Fluss Verse. Im Norden grenzt Guiscard an das Département Somme, im Osten an das Département Aisne. Umgeben wird Guiscard von den Nachbargemeinden Esmery-Hallon, Flavy-le-Meldeux, Le Plessis-Patte-d’Oie und Berlancourt im Norden, Villeselve im Nordosten, Guivry im Osten, Beaugies-sous-Bois im Südosten, Maucourt und Quesmy im Süden, Crisolles im Südwesten, Muirancourt im Südwesten und SWsten sowie Fréniches im Westen und Nordwesten. Durch die Gemeinde führt die frühere Route nationale 32 (heutige D932).

## Bevölkerungsentwicklung
| Jahr                       | 1962 | 1968 | 1975 | 1982 | 1990 | 1999 | 2006 | 2012 |
| -------------------------- | ---- | ---- | ---- | ---- | ---- | ---- | ---- | ---- |
| Einwohner                  | 1135 | 1343 | 1518 | 1504 | 1571 | 1720 | 1894 | 1802 |
| Quellen: Cassini und INSEE |      |      |      |      |      |      |      |      |

## Sehenswürdigkeiten

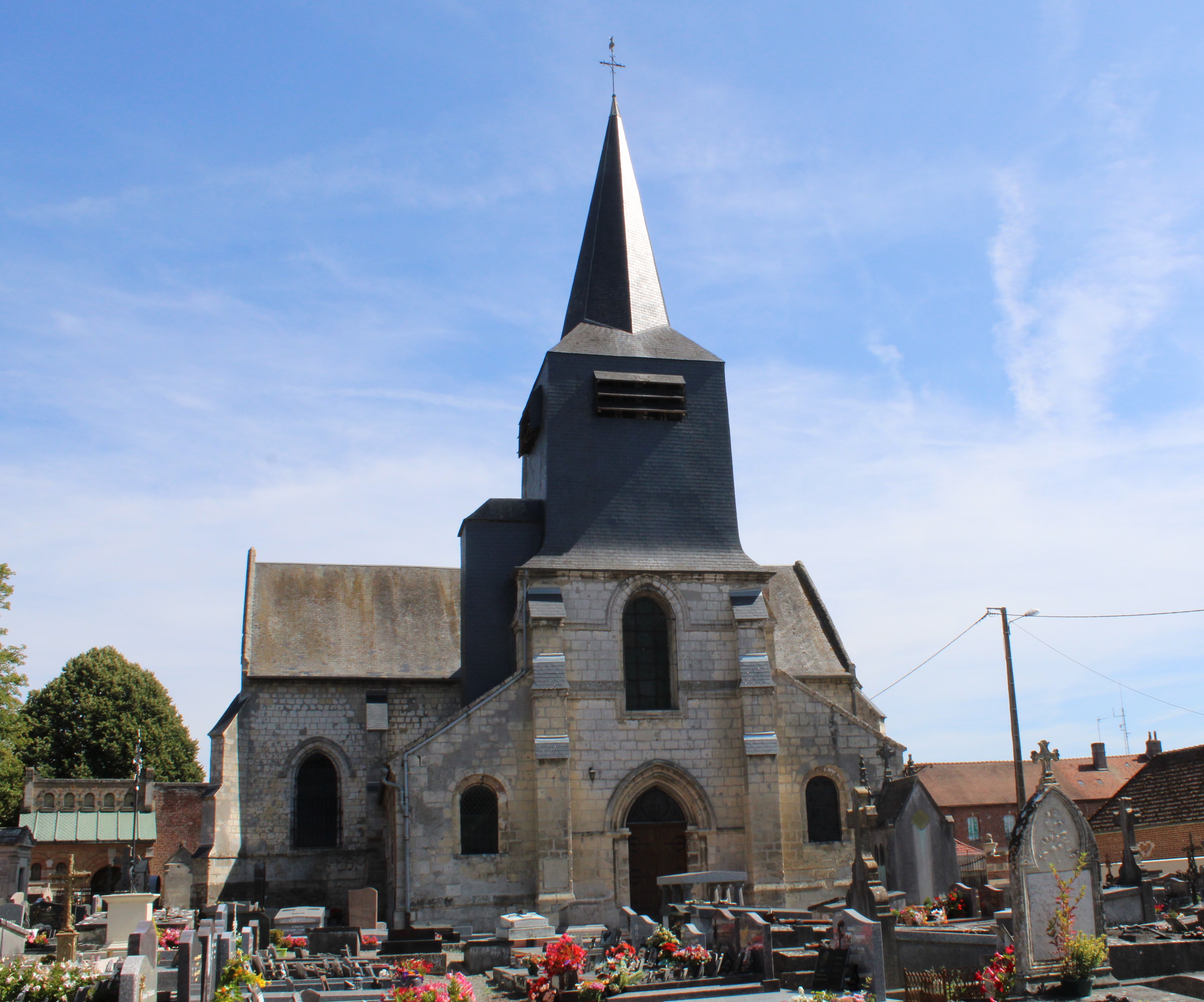
Kirche Saint-Quentin
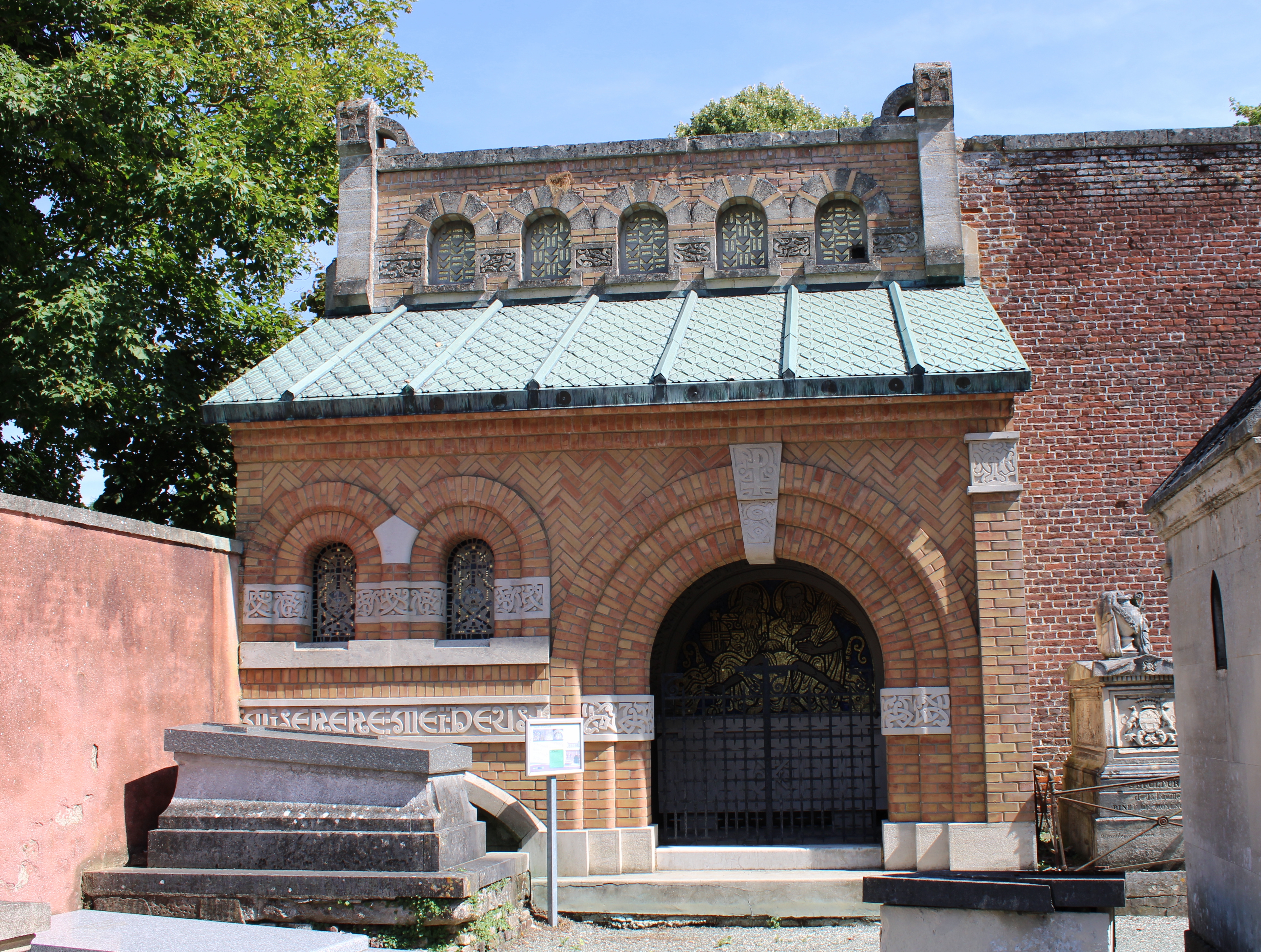
Grabkapelle der Familie Berny
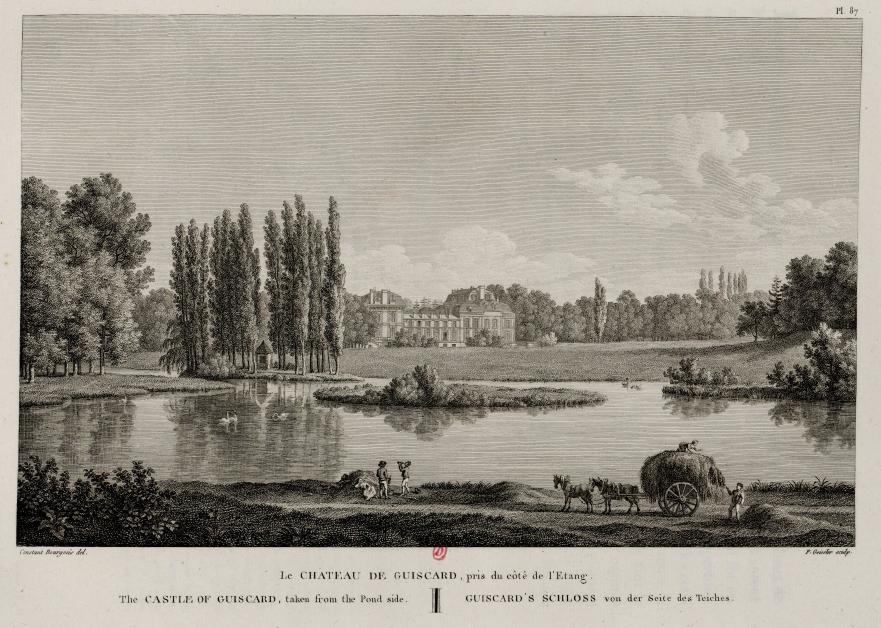
Schloss (Stich aus dem 19. Jahrhundert)
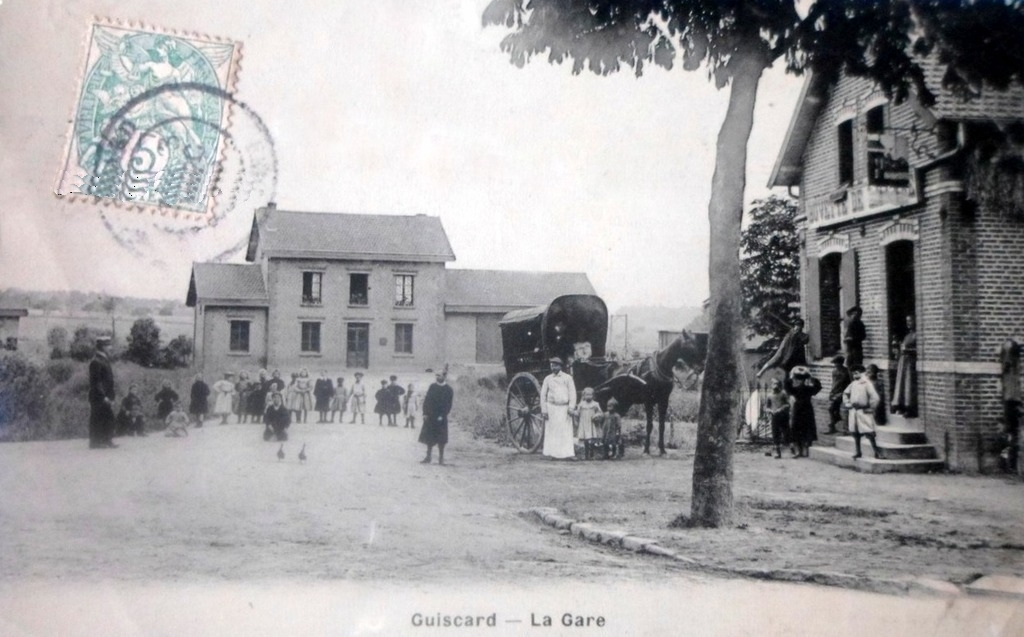
Alte Postkarte des ehemaligen Bahnhofs
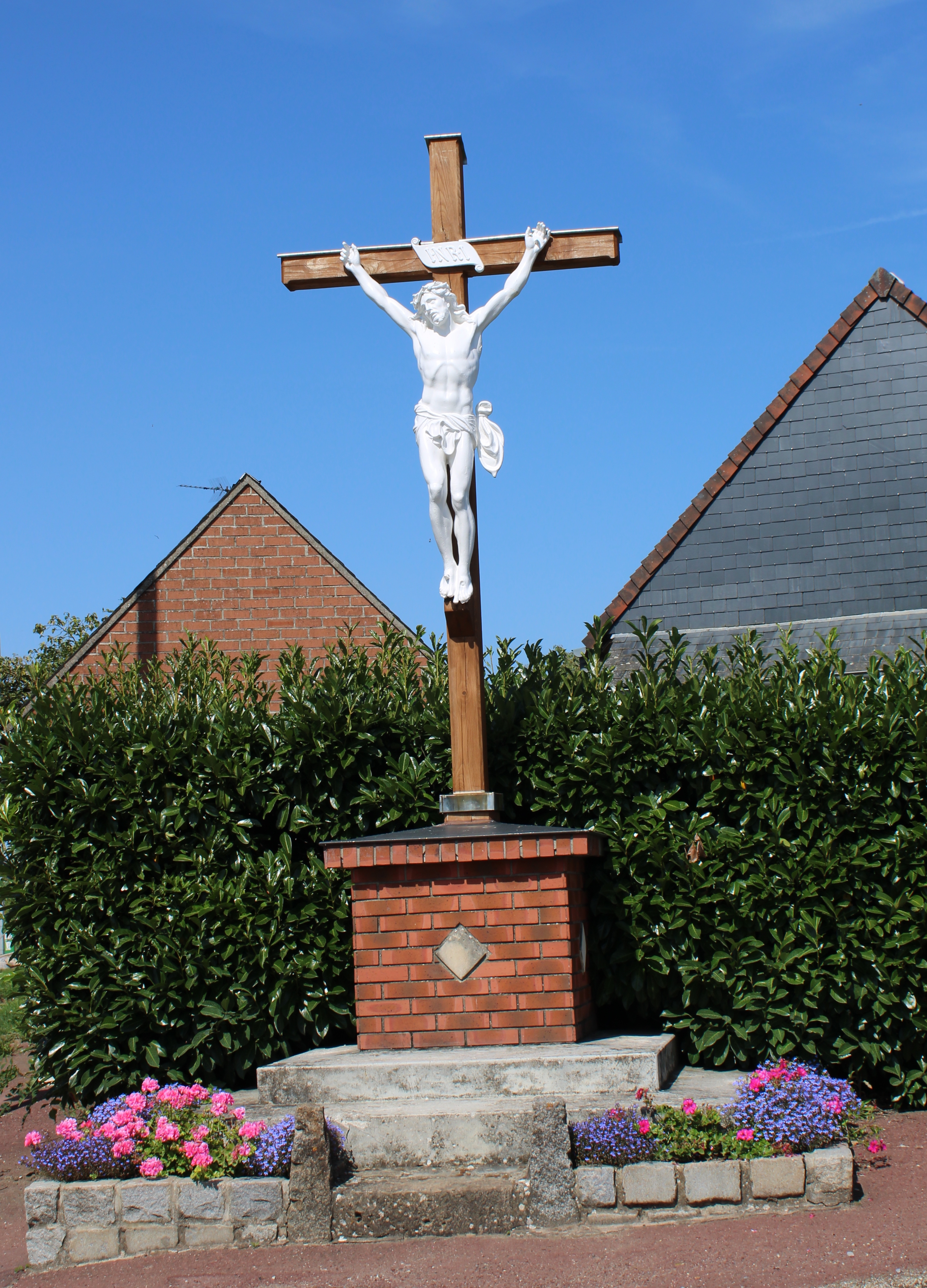
Calvaire
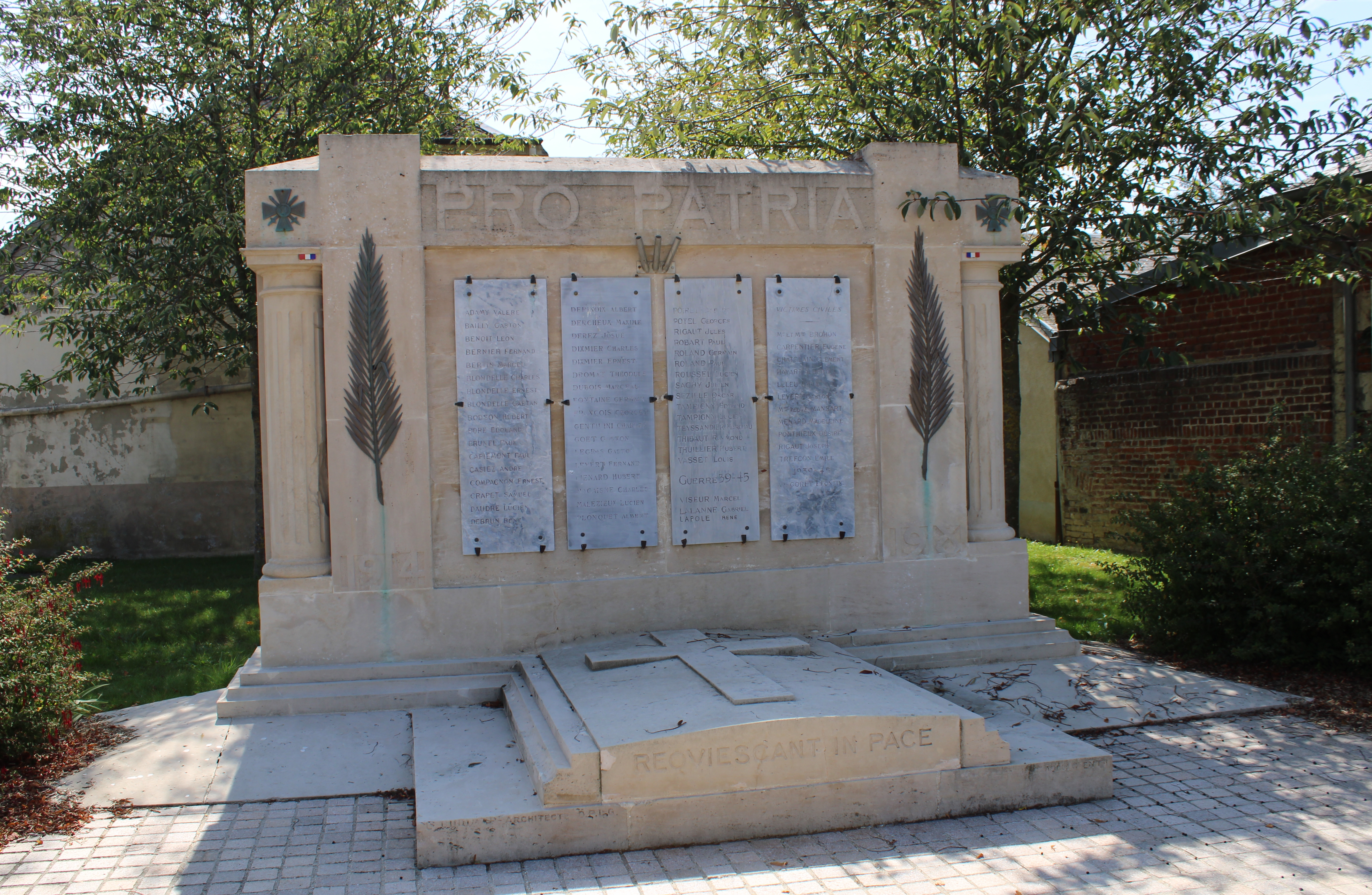
Gefallenendenkmal

- Schloss Mesmy

- Kirche Saint-Quentin
- Grabkapelle der Familie Berny
- Schloss (Stich aus dem 19. Jahrhundert)
- Alte Postkarte des ehemaligen Bahnhofs
- Calvaire
- Gefallenendenkmal